# المجلس الأعلى الكويتي
 المجلس الأعلى ، مجلس تشريعي كان موجود قبل الاستقلال في الفترو 1955 - 1960 في عهد الشيخ عبد الله السالم الصباح ويتألف من ثمانية شيوخ من رؤساء الدوائر (الوزارات) لغرض سن القوانين والمصادقة على النظم ، والموافقة على الميزانية ، وتخطيط مستقبل البلاد ورفعها إلى الأمير للموافقة عليها ، حيث اـخذ طريقها إلى التنفيذ . وفي سنة 1959 تكونت لجنة من كبار رجالات البلاد عرفت بالهيئة التنظيمية للمجلس الأعلى للمعاونة في إدارة البلاد . واستمرت الهيئة في إدارة مهامها الوطنية حتى سنة 1960 حيث تأسس المجلس والذي يضم المجلس الأعلى والهيئة التنظيمية، دمجا معا ، عام 1962 حيث افتتح المجلس التشريعي.

## المجلس الأعلى
- الشيخ فهد السالم الصباح
- الشيخ صباح السالم الصباح
- الشيخ مبارك الحمد الصباح
- الشيخ جابر الأحمد الصباح
- الشيخ جابر العلي السالم الصباح
- الشيخ صباح الأحمد الصباح
- الشيخ سعد العبدالله السالم الصباح

## الهيئة التنظيمية
- حمد صالح الحميضي
- عبد الحميد الصانع
- محمد يوسف النصف
- مشعان الخضير
- نصف يوسف النصف
- يوسف الفليج

و في سنة1961 انضم إليهم :
- حمود الزيد الخالد
- عبد العزيز حمد الصقر
- يوسف إبراهيم الغانم